# Bindersleben

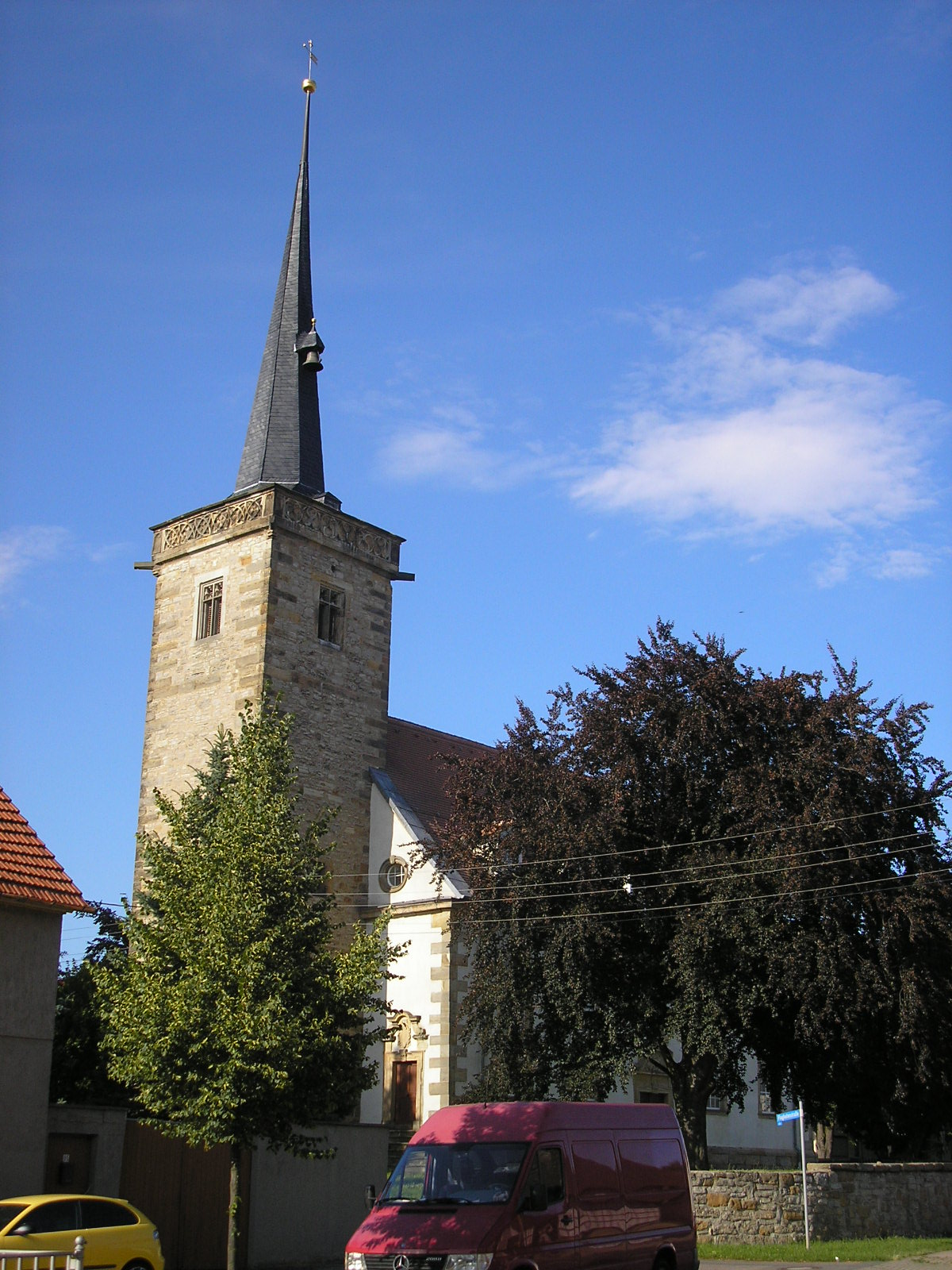
Dorfkirche St. Lukas

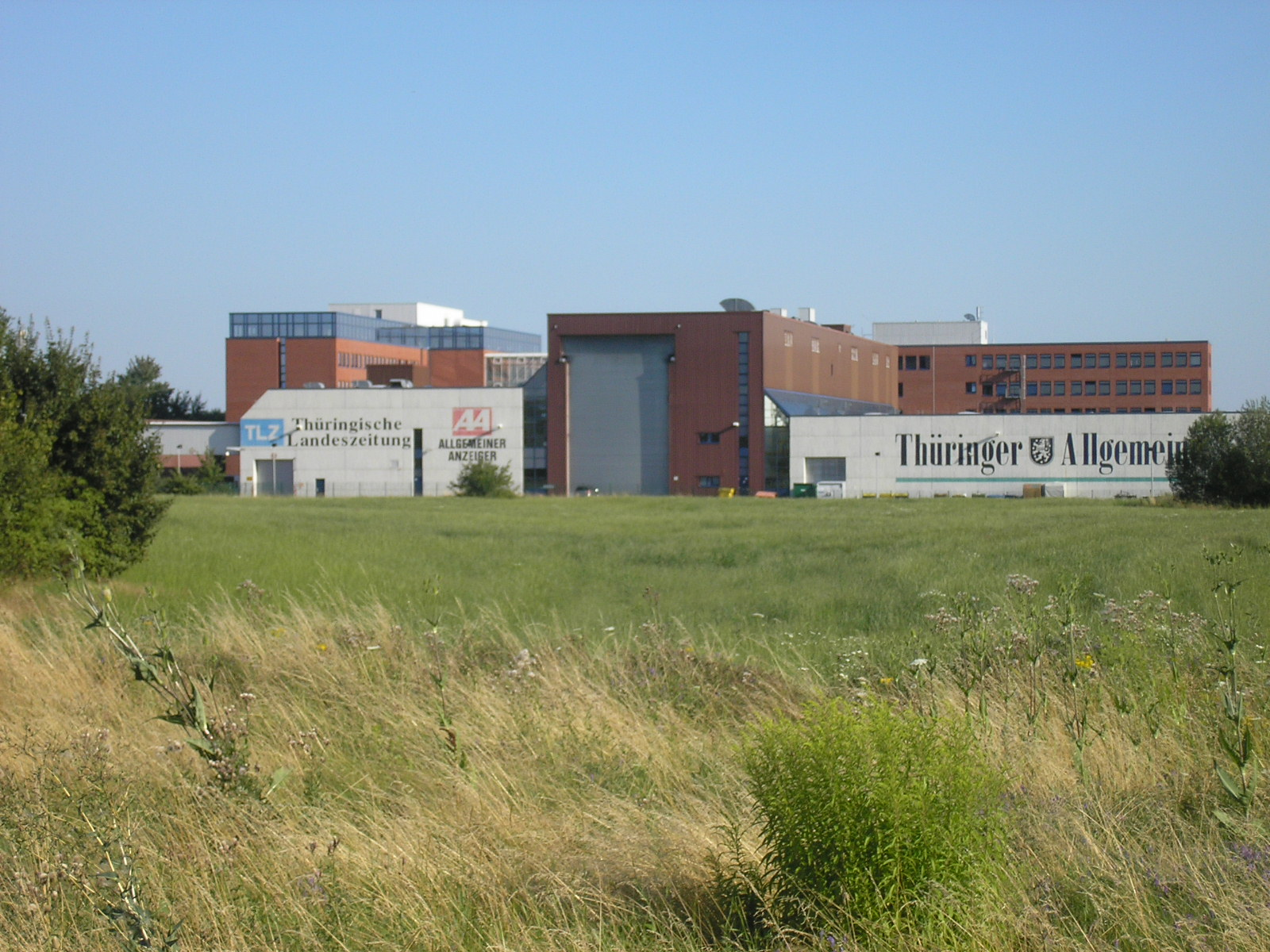
Redaktion der Thüringer Allgemeinen am Ortsrand

Bindersleben ist ein Ortsteil von Erfurt in Thüringen. Das Dorf mit 1.769 Einwohnern (Stand Dezember 2024) liegt westlich der Innenstadt am Flughafen Erfurt-Weimar.

## Geografie
Bindersleben liegt etwa sechs Kilometer westlich des Erfurter Stadtzentrums auf der Alacher Höhe, einer zum Thüringer Becken gehörenden Hochfläche. Westlich des Ortes verlaufen die Quellbäche der Nesse, die zum Einzugsgebiet der Weser gehört, während südlich des Ortes der Espach entspringt, der in Erfurt in die Gera fließt und damit im Einzugsgebiet der Elbe liegt. Ein Großteil der nördlichen Gemarkungsfläche wird vom Flughafen eingenommen, während sich westlich von Bindersleben im Ried einige kleine Waldstücke befinden und der Rest der Gemarkungsfläche landwirtschaftlich genutzt wird.
Bindersleben liegt in etwa 300 Metern Höhe und damit rund 100 Höhenmeter über dem Erfurter Zentrum. Benachbarte Stadtteile sind Alach im Nordwesten, Salomonsborn im Norden, Marbach im Nordosten, die Brühlervorstadt im Osten, Schmira im Süden, Frienstedt im Südwesten und Gottstedt im Westen.

### Klima und Wetterstation
In Bindersleben liegt auf dem Gebiet des Flughafens eine automatische Wetterstation des Deutschen Wetterdienstes (WMO: 10554; ICAO: EDDE) und liegt auf einer Höhe von 316 m über NN. Das Stadtgebiet Erfurts liegt jedoch 120 Höhenmeter tiefer in einem Talkessel, so dass sich dort im Schnitt höhere Temperaturen und geringere Niederschläge ergeben. Auch das Thüringer Becken ist insgesamt etwas wärmer und niederschlagsärmer als die Gegend um Bindersleben.
Charakteristisch für das Wetter in der Region sind häufige wochenlange Trockenperioden und stets wehende leichte, aber nie besonders starke Westwinde.

## Geschichte

Karte von Bindersleben (1843)

Bindersleben wurde 1104 erstmals urkundlich erwähnt. Die Lehnherrschaft über den Ort oblag den Erzbischöfen von Mainz, die in Bindersleben ursprünglich ein Vorwerk unterhielten. 1158 gingen die erzbischöflichen Ländereien ganz oder teilweise an das Peterskloster über. Das Kloster verfügte schon im Jahre 1104 über Grundbesitz in Bindersleben, es erwarb im Laufe der Zeit dort noch weiteren hinzu. 1351 hatte der Rat von Erfurt die Hälfte des Gerichts von Bindersleben gekauft, die andere Hälfte wurde wahrscheinlich im 16. Jahrhundert erworben. Die evangelische Dorfkirche ist St. Lukas geweiht. Seit der Verwaltungsreform des Erfurter Staats von 1706 gehörte Bindersleben zum Amt Alach. 1802 kam er mit dem Erfurter Gebiet zu Preußen und zwischen 1807 und 1813 zum französischen Fürstentum Erfurt. Mit dem Wiener Kongress kam der Ort 1815 wieder zu Preußen und wurde 1816 dem Landkreis Erfurt in der preußischen Provinz Sachsen angegliedert.
Zwischen 1924 und 1994 hatte Bindersleben einen Eisenbahnanschluss an der Bahnstrecke Erfurt–Nottleben, wobei der Personenverkehr auf dieser Strecke bereits seit 1967 eingestellt ist. In der Zwischenkriegszeit dehnte sich die städtische Bebauung Erfurts entlang der Binderslebener Landstraße weiter nach Westen aus. Darüber hinaus wurde 1935 der Flughafen als Militärflugplatz eröffnet. Beides gab dem Ort einen ersten Entwicklungsimpuls und sorgte für steigende Einwohnerzahlen.
Bei einem Luftangriff der US-Luftwaffe am 20. Juli 1944 auf Erfurt und den Flugplatz Bindersleben wurde auch das Dorf getroffen. 16 Sprengbomben zerstörten 11 Wohnhäuser total und beschädigten 24 weitere schwer bis mittelschwer. Die St. Lucaskirche erlitt erhebliche Schäden und konnte nicht mehr genutzt werden. Begleitjäger der schweren Bomber flogen Angriffe mit Bordwaffen auf das Dorf. Unter den Einwohnern waren 21 Tote zu beklagen.
Am 10. April 1945 sind zwölf deutsche Soldaten in oder bei Bindersleben gefallen und wurden auf dem hiesigen Friedhof beerdigt. Am gleichen Tag wurde der Ort von US-Truppen besetzt, die Anfang Juli 1945 von Roter Armee abgelöst wurden.
Bindersleben wurde am 1. Juli 1950 in die Stadt Erfurt eingemeindet. Seit 1956 wurde der Flughafen auch zivil genutzt. Nach der Wiedervereinigung folgte ein ambitioniertes Ausbauprogramm, das den Flughafen in seiner Bedeutung weiter aufwertete. Außerdem wurde Bindersleben in den 1990er-Jahren ein Hauptexpansionsgebiet der städtischen Bebauung Erfurts, vor allem in Bezug auf Büroräume. So entstand am Flughafen östlich des Ortes der Büropark Airfurt und westlich des Ortes errichtete die Zeitungsgruppe Thüringen ihren Hauptsitz. Auch die Wohnbebauung dehnte sich nach 1990 stark aus. Das größte Neubaugebiet mit Ein- und Mehrfamilienhäusern entstand an der Orionstraße südöstlich außerhalb des eigentlichen Ortes. 2005 wurde die Erfurter Stadtbahn vom Hauptfriedhof über den Flughafen bis nach Bindersleben verlängert, sodass eine regelmäßige Bahnverbindung in die Erfurter Innenstadt besteht. Im Zuge der Suburbanisierung nach 1990 hat sich die Einwohnerzahl Binderslebens mehr als verdoppelt.

### Einwohnerentwicklung
| Jahr      | 1843 | 1910 | 1939 | 1990 | 1995 | 2000 | 2005 | 2010 | 2015 | 2020 |
| --------- | ---- | ---- | ---- | ---- | ---- | ---- | ---- | ---- | ---- | ---- |
| Einwohner | 0465 | 0641 | 0822 | 0568 | 0632 | 1180 | 1326 | 1333 | 1416 | 1511 |

## Politik
Seit 2019 ist Denny Völkner Ortsteilbürgermeister von Bindersleben, er wurde im Jahr 2024 wiedergewählt.
Zuvor war die ehemalige PDS-Landtagsabgeordnete Cornelia Nitzpon Ortsteilbürgermeisterin. Sie gewann bei den Kommunalwahlen 2009 gegen den seit 1994 amtierenden Horst Braun.

## Wirtschaft und Infrastruktur

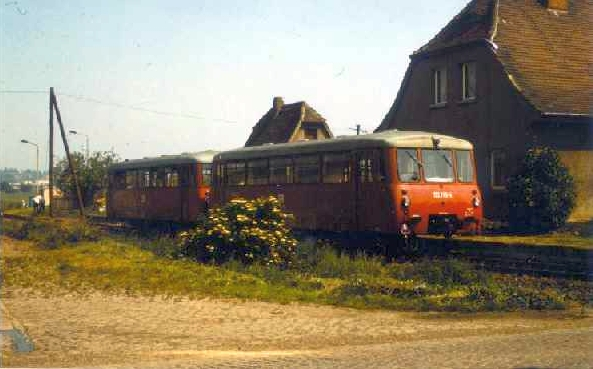
Ein Zug steht 1987 am Bahnhof des Ortes zur Abfahrt bereit

In Bindersleben befindet sich der Flughafen Erfurt-Weimar. Seine Landebahn liegt nördlich parallel zur Dorfstraße. Am Flughafen am östlichen Ende des Ortes wurde in den 1990er-Jahren ein großes Gewerbegebiet errichtet, das vor allem Büroraum bietet und unter dem Namen Büropark Airfurt vermarktet wird. Seit 2005 gibt es in Bindersleben einen Stadtbahnanschluss ins Erfurter Zentrum. Über Buslinien bestehen Verbindungen in westlich gelegene Nachbarorte. Die durch Bindersleben führende Bahnstrecke Erfurt Nord–Nottleben wurde zuletzt nur noch im Museumsverkehr benutzt und ist stillgelegt. 
Südlich des Dorfes verläuft die Bundesstraße 7. Die Autobahnabfahrt 11 der A 71 Erfurt-Bindersleben liegt etwa zwei Kilometer südwestlich des Ortes. Hier hat sich 2005 das bisher einzige IKEA-Einrichtungshaus Thüringens angesiedelt. Straßen verbinden den Ort mit Erfurt im Osten, der B 7 im Süden, Gottstedt im Westen und Alach im Norden.

## Denkmale und Grabmale

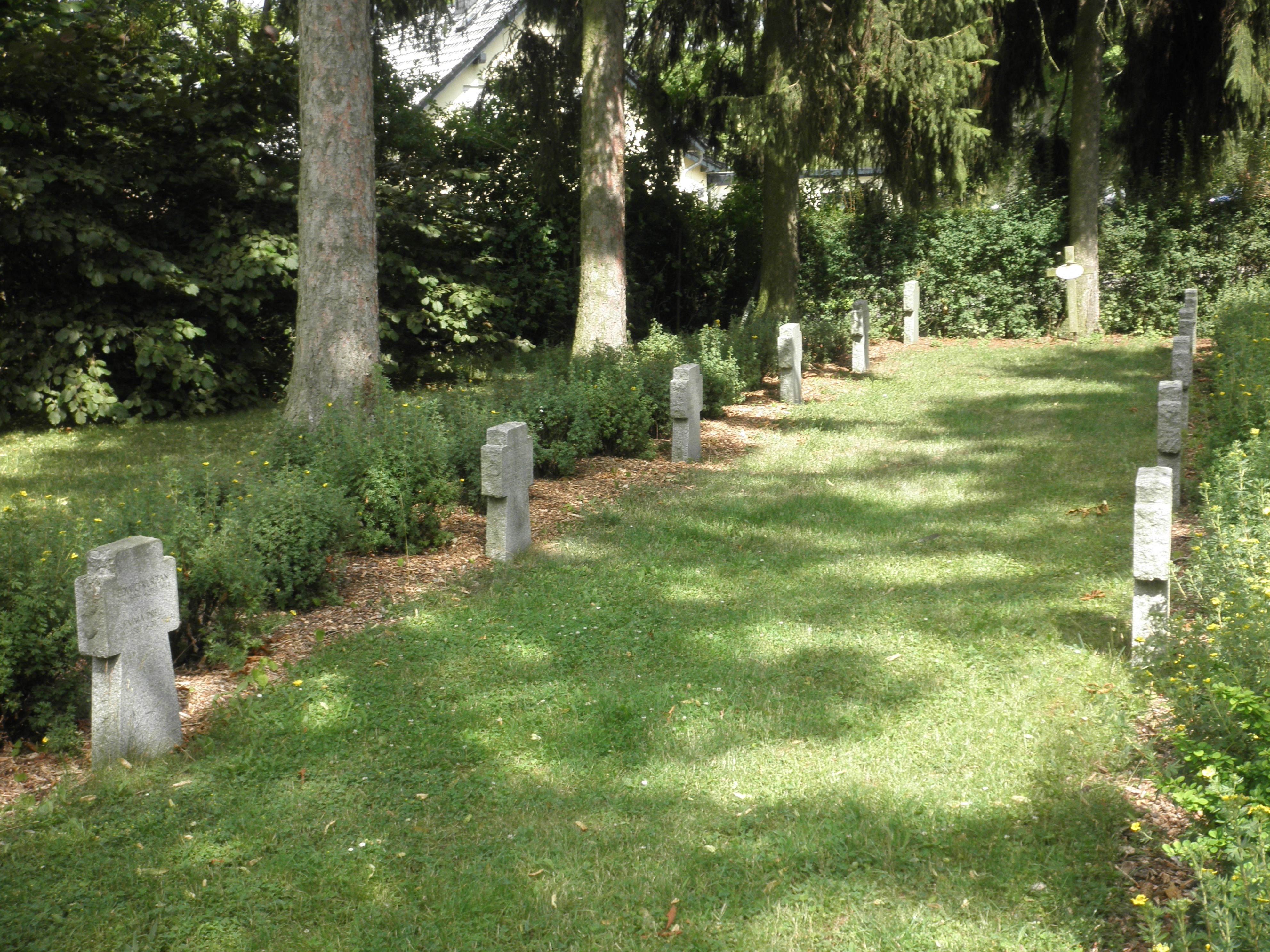
Bombenopfer und Soldaten auf dem Friedhof Bindersleben

- Ein Denkmal mit Namenstafeln für die Gefallenen des Ersten Weltkrieges auf dem Friedhof wurde 2011 -spendenfinanziert- um die 45 Gefallenen des Zweiten Weltkrieges ergänzt und neu eingeweiht.[12] Vor dem Denkmal finden sich Grabkreuze für sechs Gefallene aus dem Ersten Weltkrieg und einen 1943 hier beigesetzten Soldaten.
- Auf einem anderen Feld des Friedhofs finden sich steinerne Grabkreuze für zwölf am 10. April 1945 gefallene deutsche Soldaten und 18 Opfer des Bombenangriffs am 20. Juli 1944 auf das Dorf (darunter 8 Kinder und 9 Frauen). Mit einem einfachen Holzkreuz wird hier auch an zwei im Jahre 1948 im sowjetischen Internierungslager Buchenwald ums Leben gekommene Binderslebener erinnert.

## Persönlichkeiten
- Johann Heinrich Buttstedt (1666–1727), Organist und Komponist, geboren in Bindersleben
- Jakob Adlung (1699–1762), Organist, Komponist und Instrumentenbauer, geboren in Bindersleben
- Johann Christoph Bach (1782–1846), Organist